# 상하이마시청역
상하이마시청역(중국어: 上海马戏城站, 영어: Shanghai Circus World Station)은 중화인민공화국 상하이 자딩 구에 위치한 지하철 1호선 역이다.